# Odontomachus chelifer
Odontomachus chelifer es una especie de hormiga del género Odontomachus, familia Formicidae. Fue descrita científicamente por Latreille en 1802.
Se distribuye por Argentina, Bolivia, Brasil, Colombia, Costa Rica, Ecuador, Guayana Francesa, Guatemala, Guyana, Honduras, México, Nicaragua, Panamá, Paraguay, Perú, Surinam, Trinidad y Tobago y Venezuela. Se ha encontrado a elevaciones de hasta 1500 metros. Habita en bosques húmedos y tropicales.